# Google Keep
Google Keep est une application de prise de notes développée par Google. Annoncé le 20 mars 2013, Google Keep est disponible à la fois sur le Google Play d'Android, l'App Store d'Apple et en tant qu'application web liée à Google Drive,. Google Keep offre une variété d'outils pour prendre des notes, notamment du texte, des listes, des images et de l'audio. Les utilisateurs peuvent définir des rappels intégrés à Google Now. Le texte des images peut être extrait à l'aide de la reconnaissance optique des caractères et les enregistrements vocaux peuvent être transcrits. L'interface permet une vue sur une seule colonne ou une vue sur plusieurs colonnes. Les notes peuvent être codées par couleur et les étiquettes peuvent être utilisées pour l'organisation. Les mises à jour ultérieures ont ajouté des fonctionnalités pour épingler des notes et pour collaborer sur des notes avec d'autres utilisateurs de Keep en temps réel.
Google Keep fait concurrence à Evernote, une application multi-supports, et à Microsoft OneNote, inclus pour sa part dans les logiciels Office.

## Détails

### Version web
Par rapport à d’autres applications de prise de notes, Google Keep propose seulement les fonctionnalités de base : changer la couleur d'une note, insérer une image et ajouter une liste. Les notes peuvent être affichées sous la forme d'une liste ou d'une grille.

### Version Android
L'application mobile Google Keep ne peut être installée que sur des appareils intégrant une version d'Android supérieure ou égale à 4.4 (Kitkat).

### Version iOS
L'application mobile Google Keep ne peut être installée que sur des appareils intégrant une version d'iOS supérieure ou égale à iOS 8.0.

### API
Google Keep n'a pas d'API publique. Google Keep est par conséquent fermé à toute interaction avec d'autres applications tierces malgré les demandes des développeurs.

## Critiques
Google Keep a reçu des critiques mitigées. Une revue juste après son lancement en 2013 a fait l'éloge de sa rapidité, de la qualité des notes vocales, de la synchronisation et du widget pouvant être placé sur l'écran d'accueil d'Android. Les révisions de 2016 ont critiqué le manque d'options de formatage, l'impossibilité de défaire les modifications et une interface qui n'offre que deux modes d'affichage dans lesquels aucun des deux n'était apprécié pour la gestion des notes longues. Cependant, Google Keep a reçu des éloges pour ses fonctionnalités, notamment l'accès universel aux périphériques, l'intégration native avec d'autres services Google et la possibilité de transformer des photos en texte grâce à la reconnaissance optique de caractères.